# Lukáš Čechura
Lukáš Čechura (* 7. června 1978) je český rurální ekonom a vysokoškolský učitel, od roku 2025 děkan Provozně ekonomické fakulty České zemědělské univerzity v Praze (PEF ČZU). 

## Životopis
V letech 1996 až 2001 absolvoval studium na ČZU, v letech 1999 až 2001 konkrétně absolvoval obor provoz a ekonomika na její Provozně ekonomické fakultě České zemědělské univerzity v Praze. V letech 2001 až 2005 absolvoval doktorské studium oboru podniková a odvětvová ekonomika na téže fakultě. V letech 2004 až 2009 působil na své alma mater jako odborný asistent, v letech 2006 až 2016 zároveň spoluvlastnil soukromou společnost působící v oblasti ekonomického poradenství. V roce 2009 se habilitoval a v roce 2017 byl jmenován také profesorem v oboru odvětvová ekonomika a management. Od července 2022 byl vedoucím Katedry ekonomiky PEF ČZU.
V prosinci 2024 byl zvolen děkanem Provozně ekonomické fakulty ČZU. Funkce se ujal v únoru 2025, když ve funkci vystřídal Tomáše Šubrta.
V rámci své odborné činnosti se specializuje na problematiku ekonometrie a aplikované ekonomie se zaměřením na oblast zemědělství. Během své kariéry absolvoval různé studijní a pracovní pobyty v zahraniční, například v Halle, Paříži, na Floridě nebo na University of Plymouth.

### Politické působení
V komunálních volbách v roce 2010 kandidoval jako nestraník na 11. místě kandidátní listiny ODS na funkci zastupitele Mělníku. Po volbách byl zvolen radním města, přičemž ve funkci setrval až do komunálních voleb v roce 2014. V nich úspěšně kandidoval jako nestraník za Stranu zelených na funkci zastupitele Velemína jako lídr kandidátní listiny subjektu PRO! Velemín sdružení Strany zelených a nezávislých kandidátů. Mandát poté obhájil i v komunálních volbách v roce 2018 při své kandidatuře z 15. místa kandidátní listiny subjektu PRO Velemínsko. V komunálních volbách v roce 2022 již nekandidoval.